# Isla Auriat
La isla Auriat (en inglés: Auriat Island) es una pequeña isla en el norte de Saskatchewan, Canadá, localizada en aguas del lago Cree. La isla debe su nombre a Jean Auriat, un soldado canadiense muerto en combate el 7 de junio de 1944, durante la Segunda Guerra Mundial, mientras atacaba una estación de radar alemana en Douvres, en la Francia ocupada.